# Austin Noonan
Austin Noonan (Cork, Estado Libre de Irlanda; 16 de julio de 1933-Cork, República de Irlanda; 7 de noviembre de 2022) fue un futbolista irlandés que jugaba en la posición de centrocampista.

## Carrera

### Jugador
| Periodo   | Club               |
| --------- | ------------------ |
| 1953–1966 | Cork Celtic FC     |
| 1966–1969 | Cork Hibernians FC |

### Entrenador
Dirigió al Cork Hibernians FC de 1969 a 1970, con el que ganó un título de copa y los dirigió en la Copa de Ferias 1970-71, la primera participación del club en una competición internacional. Volvería a ser entrenador del club de 1974 a 1976 con el que ganaría un título en 1975.

## Logros

### Jugador
Cork Celtic
- League of Ireland Shield: 1960–61
- Dublin City Cup: 1961–62
- Top Four Cup: 1956–57, 1958–59, 1959–60
- Munster Senior League: 1955–56
- Munster Senior Cup: 1959–60, 1961–62, 1963–64

### Entrenador
Cork Hibernians
- League of Ireland Shield: 1969-70
- Munster Senior Cup: 1974-75